# Gäddnos

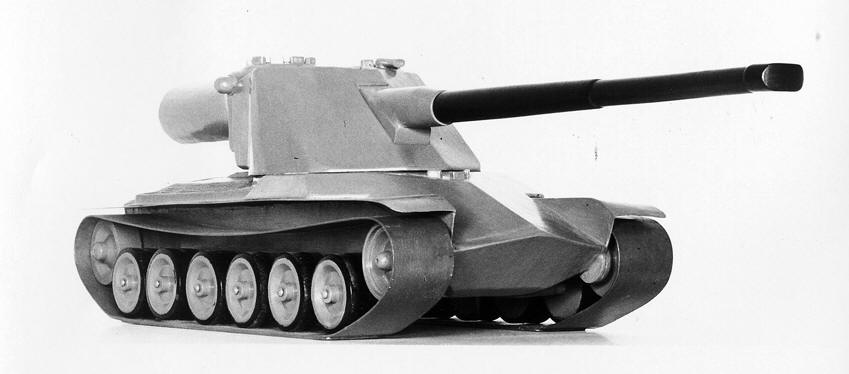
Skalmodell av svenska tunga stridsvagnsprojektet KRV, tydligt avbildande gäddnosens profil.

Ryskt emblem för pansartrupperna, föreställandes en stridsvagn med gäddnos (efterbildandes IS-3 och T-10).

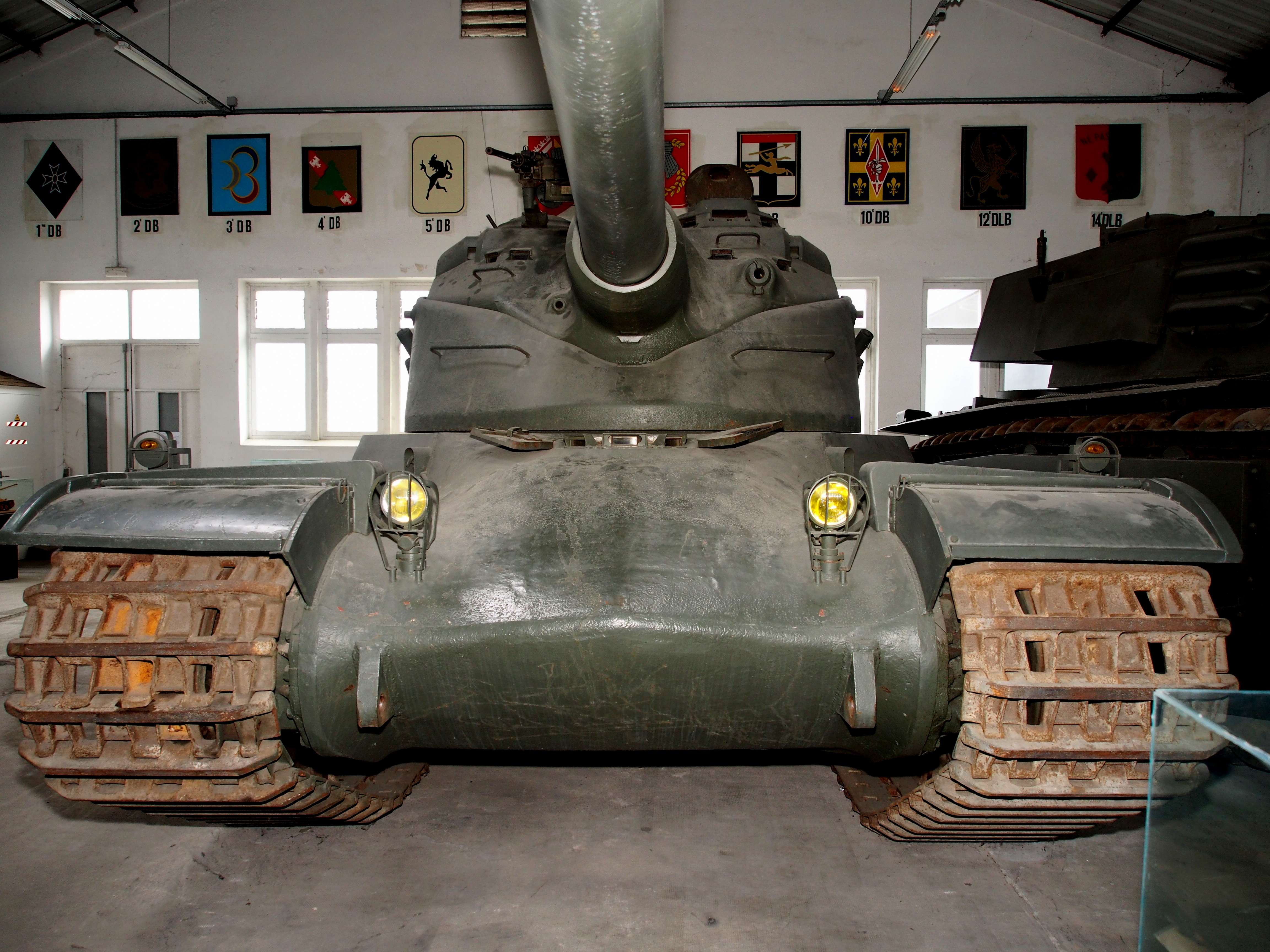
Gjuten gäddnos hos en.

Gäddnos (ryska: щучий нос) eller treplåtsnos är en utformning av fordonspansar där ett pansarfordons frontpansar utgörs av tre bakåtvinklade plåtar som sammansatts för att bilda en konliknande form, ej olikt nosen på en gädda, varifrån namnet härstammar. Utformningen möjliggör för mycket hög tillbakasluttning av pansarplåtarna, vilket ger vagnen mycket bra frontalskydd. Plåtarna kan antingen vara hopsvetsade eller hopgjutna.
Gäddnosen förekom redan under första världskriget men utformningen blev först populär efter andra världskriget i och med tunga stridsvagnar såsom den sovjetiska IS-3. I och med utvecklingen av pansarammunitions förmåga att kontra sluttande pansar har utformningen blivit ovanlig i modern tid och brukas i stort sett inte alls hos tungt pansar.

## Lista över stridsvagnar med gäddnos
- 1918 –  Sturmpanzerwagen A7V

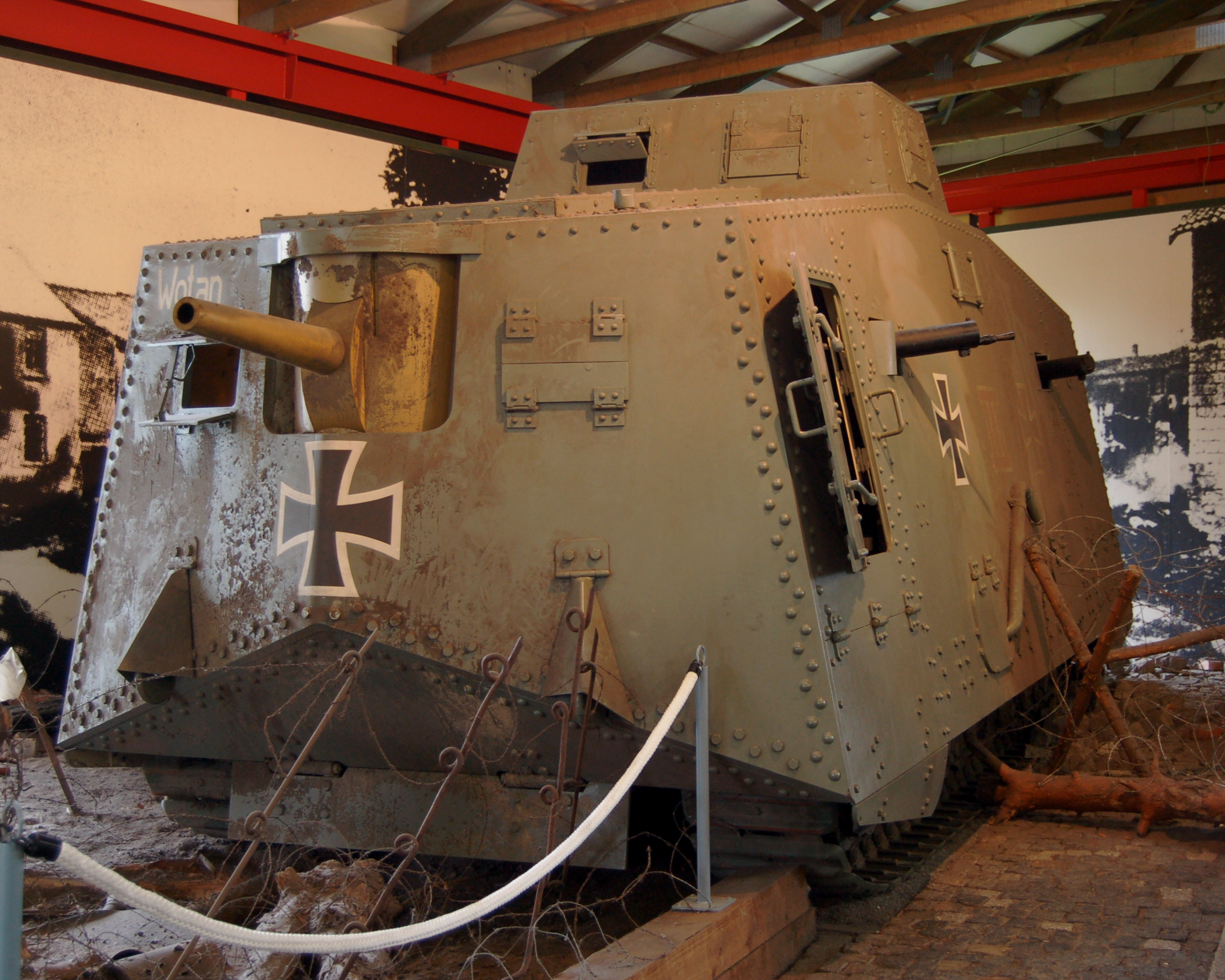
Tyska Sturmpanzerwagen A7V, den första stridsvagnen med gäddnos, om än då klent vinklad.

- 1943 –  Tank, Infantry, Valiant (A38)(en)
- 1945 –  IS-3
- 1946 –  IS-7(en)
- 1950 –  KW30/50 (Panzer 58 koncept)
- 1951 –  Panhard E.B.R.
- 1952 –  M48 Patton (gjutet skrov)
- 1952 –  Lorraine 40t(en)
- 1954 –  IS-8 / T-10
- 1955 –  Stridsvagn KRV
- 1955 –  AMX-50 Surblindé(en)
- 1956 –  AMX-50 Surbaissé(en) (gjutet skrov)
- 1956 –  Objekt 268(en)
- 1957 –  M103 (tung stridsvagn)(en) (gjutet skrov)
- 1957 –  FV4201 Chieftain (tidiga koncept)
- 1959 –  Objekt 757(ru)
- 1964 –  WZ-111 tung stridsvagn(en)
- 1966 –  Pansarbandvagn 302
- 1975 –  Infanterikanonvagn 91